# Fousseni Diabaté
Fousseni Diabaté (Aubervilliers, 18 de outubro de 1995) é um futebolista profissional maliano, que atua como meia. Atualmente, defende o Sivasspor, por empréstimo do Leicester.

## Carreira

### Reims
Fousseni Diabaté se profissionalizou no Stade de Reims, em 2013, mas atuando apenas equipe B.

### Leicester City
Fousseni Diabaté se transferiu para o Leicester, em 2018.